# SEASONS COLOURS -春夏撰曲集-
『SEASONS COLOURS-春夏撰曲集-』（シーズンズ・カラーズ はるなつせんきょくしゅう）は、松任谷由実（ユーミン）の「四季」をテーマにしたベスト・アルバム第1弾。2007年3月7日東芝EMIより発売された（TOCT-26231/26232）。

## 解説
- 35周年特別企画。2001年の『sweet,bitter sweet〜YUMING BALLAD BEST』以来となるベスト・アルバム。
- 代表的なヒット曲から一般的にはあまり知られていないアルバム収録曲まで、DISC1（春編）とDISC2（夏編）に分けて最新デジタルリマスタリングで収録された。
- 収録曲「まぶしい草野球」が2007年3月からハウス食品「プライム・カレー」のCMソングに起用された。ただし、CMに起用されたのは、CMのために新たにレコーディングされたCMバージョンであり、CMバージョンは未発売音源となっている。
- 収録曲「やさしさに包まれたなら」がJR東日本のSuicaキャンペーンのCMソングに引き続き起用された。
- 豪華デジパック仕様。
- ジャケット写真はマイケル・ケンナの作品。アートディレクターは、信藤三雄。
- ポートレイト撮影は紀里谷和明。
- 初回限定のみユーミンスペクタクル「シャングリラIII」チケット先行予約ハガキ封入。
- ライブDVD『THE LAST WEDNESDAY TOUR 2006〜HERE COMES THE WAVE〜』が同時発売。
- 松任谷由実のCDとしては東芝EMIで発売された最後のタイトルとなった。
- 2007年10月24日に続編となる『SEASONS COLOURS -秋冬撰曲集-』が発売された。

## 収録曲

### DISC1 ―Spring Selection―
1. ダンデライオン〜遅咲きのたんぽぽ
19thシングル、15thアルバム『VOYAGER』より。
2. 卒業写真
3rdアルバム『COBALT HOUR』より。
3. 最後の春休み
7thアルバム『OLIVE』より。
ベスト・アルバム初収録
4. ハルジョオン・ヒメジョオン
10thシングル、5thアルバム『紅雀』より。
ベスト・アルバム初収録
5. 花紀行
3rdアルバム『COBALT HOUR』より。
ベスト・アルバム初収録
6. 大連慕情
11thアルバム『水の中のASIAへ』より。
ベスト・アルバム初収録
7. acacia[アカシア]
31stアルバム『acacia(アケイシャ)』より。
8. 緑の町に舞い降りて
8thアルバム『悲しいほどお天気』より。
ベスト・アルバム初収録
9. 丘の上の光
8thアルバム『悲しいほどお天気』より。
ベスト・アルバム初収録
10. まぶしい草野球
10thアルバム『SURF&SNOW』より。
ベスト・アルバム初収録
11. サンド キャッスル
23rdアルバム『DAWN PURPLE』より。
ベスト・アルバム初収録
12. 潮風にちぎれて
8thシングル
13. ランチタイムが終わる頃
13thアルバム『PEARL PIERCE』より。
ベスト・アルバム初収録
14. ベルベット・イースター
7thシングルc/w、1stアルバム『ひこうき雲』より。
15. 経（ふ）る時
14thアルバム『REINCARNATION』より。
ベスト・アルバム初収録
16. 春よ、来い
26thシングル、26thアルバム『THE DANCING SUN』より。

### DISC2 ―Summer Selection―
1. 海に来て
34thアルバム『A GIRL IN SUMMER』より。
ベスト・アルバム初収録
2. やさしさに包まれたなら（album version） 
3rdシングル、2ndアルバム『MISSLIM』より。
3. 雨のステイション
3rdアルバム『COBALT HOUR』より。
4. 悲しいほどお天気
8thアルバム『悲しいほどお天気』より。
ベスト・アルバム初収録
5. 遠雷
23rdアルバム『DAWN PURPLE』より。
ベスト・アルバム初収録
6. 夕涼み
13thアルバム『PEARL PIERCE』より。
7. 月夜のロケット花火
17thアルバム『DA・DI・DA』より。
ベスト・アルバム初収録
8. カンナ8号線
12thアルバム『昨晩お会いしましょう』より。
9. 哀しみのルート16
34thアルバム『A GIRL IN SUMMER』より。
ベスト・アルバム初収録
10. 真夏の夜の夢
24thシングル、25thアルバム『U-miz』より。
11. 恋の一時間は孤独の千年
24thアルバム『TEARS AND REASONS』より。
ベスト・アルバム初収録
12. DANG DANG
13thアルバム『PEARL PIERCE』より。
13. LATE SUMMER LAKE
19thアルバム『ダイアモンドダストが消えぬまに』より。
ベスト・アルバム初収録
14. Hello, my friend
25thシングル、26thアルバム『THE DANCING SUN』より。
15. 残暑
22ndアルバム『天国のドア』より。
ベスト・アルバム初収録
16. 晩夏（ひとりの季節）
4thアルバム『14番目の月』より。
ベスト・アルバム初収録

- 作詞・作曲 : 松任谷由実、荒井由実 (1-2,1-5,1-14,2-2,2-3,2-16)　編曲 : 松任谷正隆、荒井由実＆キャラメルママ (1-14)

## 参加ミュージシャン
Disc 1 Spring
DRUMS：林立夫 (#1～#4, #6, #8～#10, #12～#15) / John Robinson (#11)
HI-HATS & CYMBALS：島村英二 (#7, #16)
BASS：高水健司 (#1, #3, #8～#10, #12, #13, #15) / 細野晴臣 (#2, #4, #14) / Leland Sklar (#7, #16) / Abraham Laboriel (#11) / 岡沢茂 (#6)
ELECTRIC GUITARS：松原正樹 (#1, #4, #6, #9, #11～#13) / 鈴木茂 (#1, #2, #8, #9, #13, #14) / 今剛 (#3, #10)
ACOUSTIC GUITARS：吉川忠英 (#1, #3, #4, #6, #8～#10, #12) / 瀬戸龍介 (#15) / Dean Parks (#7) / 松原正樹 (#13)
PEDAL STEEL GUITARS：駒沢裕城 (#12) / 尾崎孝 (#8)
FLAT MANDORIN：松任谷正隆 (#4)
KEYBOARDS：松任谷正隆
ACCORDION：松任谷正隆 (#12)
PROGRAMMING：松任谷正隆 (#7, #11, #16)
SYNTHESIZER PROGRAMMING：浦田恵司 (#1, #13, #15) / 山中雅文 (#11, #16) / 松武秀樹 (#9)
SYNTHESIZER OPERATING：山中雅文 (#16) / 北城浩志 (#8)
SYNCLAVIER PROGRAMMING：武新吾、Kevin Maloney、鈴木タケオ (#11)
WHISTLE：吉川忠英 (#8)
HARMONICA：松田幸一 (#12)
PERCUSSION：斉藤ノヴ (#1～#4, #6, #8～#10, #12, #13, #15) / Michael Fisher (#7, #11, #16)
SAX：Jake H. Concepcion (#11)
FLUGEL HORN：数原晋 (#13)
TROMBONE：新井英二 & His Fellows (#2)
FLUTE：衛藤幸雄 (#3, #6, #9)
KENA：小出ひでお、小山たける (#2)
LYRICORN：清水靖晃 (#10)
VIOLIN： Sid Page(#7)
STRINGS：Tomato Strings Ensemble (#3, #6, #12, #13) / 日色ストリングス (#1, #15) / 玉野嘉久 & His Fellows (#2)
BACKGROUND VOCALS：伊集加代子 (#1, #10, #12) / 和田夏代子 (#1, #3) / Buzz、 鈴木宏子 (#1) / 山下達郎、 吉田美奈子 (#3) / Leona, Clara, Lilika (#6) / 松任谷正隆 (#8) / 梅垣ミト、槇みちる (#10) / 木戸やすひろ、比山貴咏史、広谷順子 (#11)
CHORUS ARRANGEMENT：山下達郎 (#3)
HAND CLAPPING：Recording Staff (#14)
Disc 2 Summer
DRUMS：林立夫 (#2～#4, #6, #7) / 島村英二 (#8, 12) / Mike Baird (#16) / 江口信夫 (#5) / Harvey Mason (#15) / Vinnie Colaiuta (#9)
HI-HATS & CYMBALS：島村英二 (#14) / 江口信夫 (#10)
TOMS：島村英二 (#14)
DRUM PROGRAMMING：江口信夫 (#5)
BASS：高水健司 (#4, #6, #7, #12, #14) / 細野晴臣 (#2, #3) / Leland Sklar (#5, #16) / Abraham Laboriel (#13, #15) / 岡沢茂 (#8) / Neil Stubenhaus (#9)
ELECTRIC GUITARS：松原正樹 (#5～#8, #11, #12, #14, #15) / 鈴木茂 (#2～#4, #10, #14, #16) / 今剛 (#4, #13) / 鳥山雄司 (#1, #9)
ACOUSTIC GUITARS：吉川忠英 (#2, #11) / 松原正樹 (#4, #5) / 瀬戸龍介 (#16) / Dean Parks (#1)
12 STRINGS GUITARS：瀬戸龍介 (#2)
PEDAL STEEL GUITARS：駒沢裕城 (#2, #16)
KEYBOARDS：松任谷正隆
PROGRAMMING：松任谷正隆 (#1, #5, #9～#11, #14)
SYNTHESIZER PROGRAMMING：山中雅文 (#5, #10, #11, #14, #15) / 浦田恵司 (#6～#8, #12, #15)
SYNTHESIZER OPERATING：山中雅文 (#10, #14)
SYNCLAVIER PROGRAMMING：武新吾 (#5, #13, #15) / Kevin Maloney、鈴木タケオ (#5)
HARMONICA：松田幸一 (#3)
VIBRAPHONE：大井貴司 (#4)
PERCUSSION：斉藤ノヴ (#3, #4, #6～#8, #12, #13, #16) / Michael Fisher (#5, #9, #11, #15) / 浜口茂外也 (#14) / Pecker (#10)
SAX：Jake H. Concepcion (#6, #8) / Dan Higgins (#5, #11)
TRUMPET：Jerry Hey, Gary Grant (#11) / 中澤健次、岡野等 (#8)
TROMBONE：Bill Reichenbach (#11)
FLUTE：衛藤幸雄 (#6) / Dan Higgins (#11)
PICCOLO：Dan Higgins (#11)
STRINGS：Tomato Strings Ensemble (#4, #6, #8, #12) / 玉野嘉久 & His Fellows (#16) / 阿部雅士ストリングス (#1)
阿部雅士ストリングス (#1) are
VIOLINS：栄田嘉彦、桐山なぎさ、村田幸謙、中島弦一郎、押鐘貴之、小倉達夫、伊能修、大林典代
VIOLAS：鈴木民雄、細川亜維子
CELLI：阿部雅士、笠原あやの
BACKGROUND VOCALS：Buzz (#8, #12) / 石畠弘 (#6) / 杉真理 (#8)
HORN ARRANGEMENT：Jerry Hey、松任谷正隆 (#11)
CHORUS ARRANGEMENT：杉真理 (#8)
"Thunder Storm"：The Matt Forger Show (#5)
"Carnival"：The Matt Forger Show (#11)